# FILE ID.DIZ
FILE_ID.DIZ es un archivo de texto sin formato que contiene una breve descripción del contenido del archivo en el que está incluido. Originalmente se usó en archivos distribuidos a través de Bulletin Board Systems (BBS) y todavía en la Scene.
FILE_ID significa "identificación de archivo" (file identification). DIZ significa "descripción en archivo zip".
Tradicionalmente, un FILE_ID.DIZ debe tener "hasta 10 líneas de texto, cada línea no debe tener más de 45 caracteres", de acuerdo con la especificación v1.9.
El concepto de archivos DIZ era permitir que se aplicara automáticamente una descripción concisa de los archivos cargados. Los anuncios y las obras de arte con "ASCII alto" estaban específicamente prohibidos.

## Historia
Las BBS comúnmente aceptan archivos cargados por sus usuarios. El software BBS pedía al usuario que proporcionara una descripción del archivo cargado, pero estas descripciones a menudo eran poco útiles. Los sysops de las BBS pasaron muchas horas revisando las descripciones de carga corrigiendo y editando las descripciones. La inclusión de FILE_ID.DIZ en archivos se diseñó para solucionar este problema.
Clark Development y la Association of Shareware Professionals (ASP) apoyaron la idea de que esto se convierta en un estándar para las descripciones de archivos. Clark reescribió el programa PCBDescribe y lo incluyó con su software PCBoard BBS. La ASP instó a sus miembros a utilizar este formato de archivo de descripción en sus distribuciones. Michael Leavitt, un empleado de Clark Development, lanzó la especificación del archivo y el código fuente del programa PCBDescribe al dominio público e instó a otras empresas de software BBS a admitir el archivo FILE_ID.DIZ.
Los SysOps podrían agregar un script de terceros común escrito en PPL, llamado "DIZ/2-PCB" que procesara, reescribiera, verificara y formateara archivos DIZ de los archivos a medida que se cargaban en un BBS. El software extraería el archivo, examinaría el contenido, compilaría un informe, importaría el archivo de descripción DIZ y luego lo formateará de acuerdo con su gusto. Durante este tiempo, era una práctica habitual agregar líneas adicionales a la descripción, como anuncios que exclamaban la fuente del BBS cargado.
Incluso desde el declive de las BBS por acceso telefónico mediante Módems, los archivos FILE_ID.DIZ siguen siendo utilizados por la Scene en sus versiones de software sin licencia. Por lo general, los autodenominados grupos piratas los incluyen como parte del paquete completo e indican la cantidad de discos y otra información básica. Junto con el archivo NFO, es esencial para el lanzamiento.  Especialmente en términos de software sin licencia.("warez"), era común para cada archivo en un archivo comprimido secuencial (un archivo dividido intencionalmente en varias partes en la creación para que las partes se puedan descargar individualmente mediante conexiones más lentas como el acceso telefónico. Ejemplo: .rar, .r00, .r01, .r02, etc.), para contener este archivo. Esto probablemente contribuyó a su popularidad extendida después del declive de las BBS a fines de la década de 1990 y principios de la de 2000 hasta ahora, ya que incluso los consumidores ocasionales de software sin licencia lo habrían encontrado debido a su abundancia.

## Estructura formal
Si bien el uso en el mundo real entre los BBS varió, en el mundo de la piratería informática e incluso las diferentes marcas de BBS presentando versiones expandidas, el formato oficial es:
Texto ASCII simple de 7 bits, cada línea no debe tener más de 45 caracteres de ancho.
1. Nombre del programa/archivo: Idealmente, todo en mayúsculas y seguido de un espacio. Los retornos de carro se ignoran en este archivo.
2. Número de versión: en formato "v1.123", seguido de un espacio.
3. Número de ASP: solo si es un miembro de ASP real; de lo contrario, se ignora.
4. Separador de descripción: Un solo guion corto "-".
5. Descripción: la descripción del archivo. Las dos primeras líneas deben ser un breve resumen, ya que las BBS más antiguas cortan el resto. Cualquier cosa más allá de eso debe ser una descripción extendida, hasta ocho líneas, el tamaño de corte oficial. Se podría incluir texto adicional más allá de eso, pero es posible que la BBS no lo incluya.

Muchos archivos se apegarían estrictamente al formato ASCII simple de 45 caracteres para las primeras 8 líneas, luego contendrían una página ASCII de 8 bits de 80 caracteres de ancho adjunta con documentación mejor formateada después de eso, pudiendo incluir arte ANSI.
El ejemplo oficial (en inglés):
```
MY PROGRAM v1.23 <ASP> - A program which will
do anything for anybody. Will run in only 2k
of memory. Can be run from the command line,
or installed as a TSR. Completely menu-
driven. Version 1.23 reduces the previous 4k
memory requirements, and adds an enhanced
graphical user interface. Also, MY PROGRAM 
now contains Windows and DESQview support. 
Coming soon - an OS/2 version.
From Do-It-All Software, Inc. $15.00
```

El ejemplo con varios discos (en inglés):
```
MY PROGRAM v1.23 <ASP> Program Executable 
Files - Disk 1 of 2
(seguido de la descripción)
```

A partir del segundo disco, se puede omitir la descripción:
```
MY PROGRAM v1.23 <ASP> Documentation Files - 
Disk 2 of 2
```